# Привіт М.К.
«Привіт М. К., трьохСУчасна сонаРна N'орма для фортепіано» — твір для фортепіано В. Рунчака, написаний 2001 року і присвячений 70-річчю від дня народження німецького композитора Маурісіо Кагеля.
Твір складається з трьох частин, які мають такі назви:
1. «Після полудений відпочинок комара»
2. «Смерть їжачка» відкрита форма
3. «Повтор 2-ї частини на біс кілька разів».

Згідно з вказівкою автора виконання твору передбачає театральний ефект — перед початком кожної частини піаніст повинен вивішувати її номер на пюпітрі, розташованому перед інструментом, що є знаком для публіки про закінчення однієї частини і початок другої.
Б.Сюта відзначає цей твір як «приклад твору у постмодерністському дискурсі з максимально допустимим стильовим і світоглядним плюралізмом». Авторський текст розщеплюється на два рівні — сподіваний звуковий пласт і реально поданий.
Так, назва першої частини відсилає до «Післяполудневого відпочинку Фавна» К. Дебюсі, натомість у музичному відношенню жодним чином не нагадує цей твір, але містить упізнавані зв'язки з іншим відомим твором — «Польотом джмеля» Римського-Корсакова. Форма першої частини — складна двочастинна (А + А1)
Друга частина складається з двох тактів, в яких виписана одна нота (найвища на інструменті струна щипком) і ферматована пауза. Третя частина, що являє собою багаторазове повторення попередньої, утримує слухача на межі гумору і театралізованого гротеску з перемогою останнього.